# Hof van Egelgem

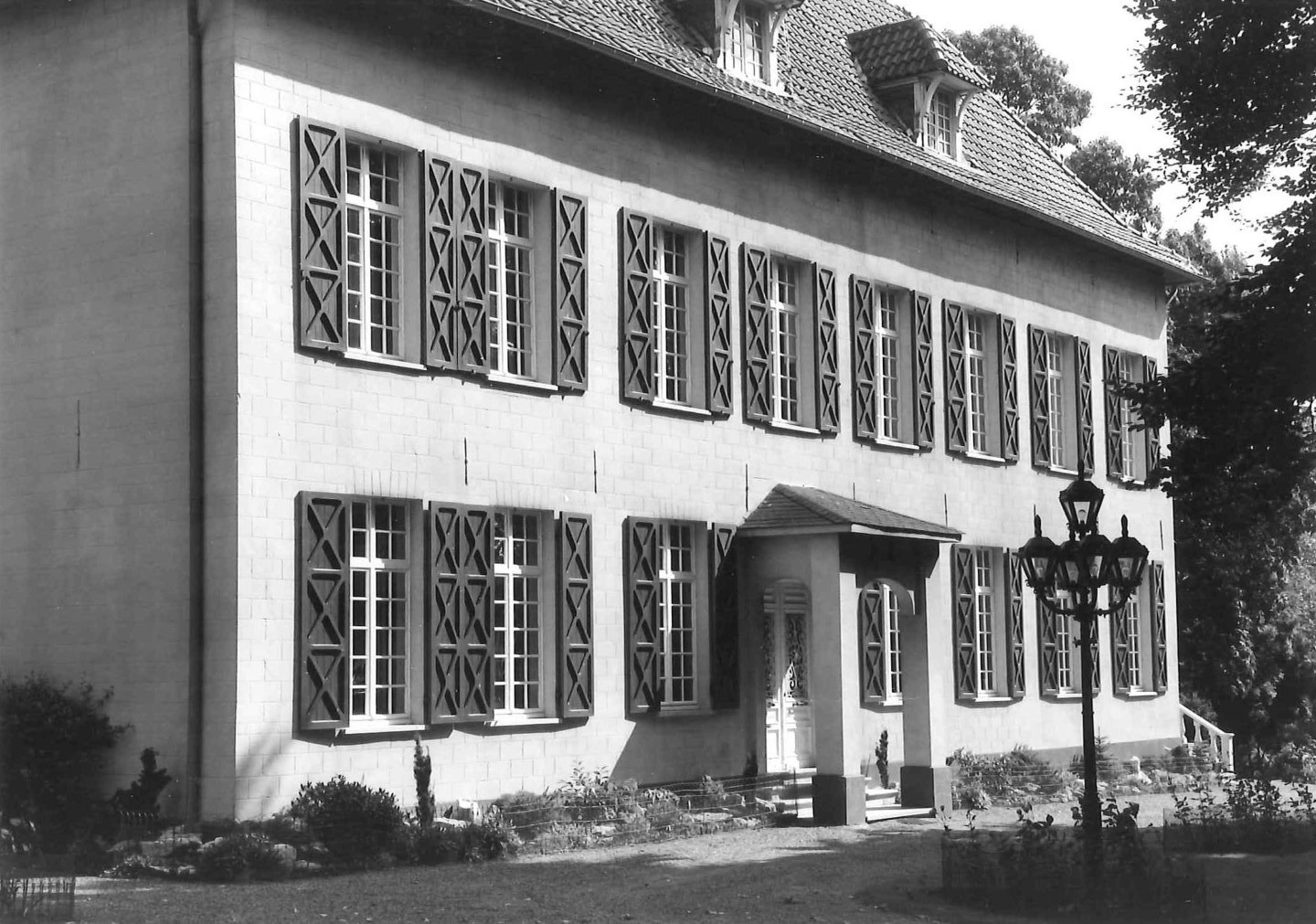
Hof van Egelgem in 1979

Het Hof van Egelgem (ook: Kasteel Torekens) is een kasteeltje in de tot de Antwerpse gemeente Mechelen behorende plaats Hombeek, gelegen aan de Zemstseweg 45.

## Geschiedenis
De plaats waar het kasteeltje staat heeft een geschiedenis die mogelijk teruggaat tot de Frankische tijd. In 1712 was hier sprake van een pachthoeve. Het huidige landhuis kreeg in 1912 het huidige uiterlijk.